# صنواي تايهولايت
صنواي تايهولايت (بالصينية: 神威·太湖之光) حاسوب فائق صيني، صنف في يونيو 2016 بأنه أسرع حاسوب فائق في العالم حسب توب 500. قيم حسب مؤشر لينباك بـ 93 بيتا فلوبس، وهو أسرع بثلاثة أضعاف تقريباً من حاسوب تيانهي-2 الذي كان يصنف بأنه أسرع حاسوب في العالم، والذي تبلغ سرعته 34 بيتا فلوبس. صمم من قبل المركز الوطني لبحوث هندسة الحاسوب الموازية والتكنولوجيا (NRCPC) ويقع في المركز الوطني للحوسبة الفائقة في مدينة ووشي في محافظة جيانغسو في الصين.

## معمارية
حاسوب صنواي تايهولايت يحتوي 40,960 معالج SW26010 متعدد الأنوية بتصميم صيني بتقنية 64 بت مبني بمعمارية صنواي. كل رقاقة معالج منها تحتوي على 256 نواة بالإضافة إلى أربعة أنوية مساعدة لإدارة النظام. وبالتالي يحتوي الحاسوب بالكامل على 10,649,600 نواة.

## نظام التشغيل
يعمل الحاسوب بنظام تشغيل خاص به وهو Sunway RaiseOS 2.0.5 والمبني على لينكس. النظام لديه نسخة خاصة به من OpenACC 2.0 للمساعدة على تنفيذ الكود بالتوازي.